# لواء الطبية
لواء الطبية لواء يقع في محافظة إربد في الأردن. يتبع اللواء لمحاظفة محافظة إربد التي تضم 9 ألوية. يقدر عدد سكانه بـ 51501 نسمة حسب إحصاء 2015.

## الوصلات الخارجية
- دائرة الاحصاءات العامة